# Puccinia ximenesiae
Puccinia ximenesiae ist eine Ständerpilzart aus der Ordnung der Rostpilze (Pucciniales). Der Pilz ist ein Endoparasit des Korbblütlers Verbesina encelioides. Symptome des Befalls durch die Art sind Rostflecken und Pusteln auf den Blattoberflächen der Wirtspflanzen. Sie ist im Südwesten Nordamerikas verbreitet.

## Merkmale

### Makroskopische Merkmale
Puccinia ximenesiae ist mit bloßem Auge nur anhand der auf der Oberfläche des Wirtes hervortretenden Sporenlager zu erkennen. Sie wachsen in Nestern, die als gelbliche bis braune Flecken und Pusteln auf den Blattoberflächen erscheinen.

### Mikroskopische Merkmale
Das Myzel von Puccinia ximenesiae wächst wie bei allen Puccinia-Arten interzellulär und bildet Saugfäden, die in das Speichergewebe des Wirtes wachsen. Ihre Spermogonien wachsen beidseitig auf den Wirtsblättern. Die Aecien der Art sind weißlich und stehen in Gruppen. Sie besitzen 26–34 × 18–23 µm große, kugelige bis lang ellipsoide, hyaline Aeciosporen mit warziger Oberfläche. Die beidseitig wachsenden Uredien des Pilzes sind zimtbraun. Ihre ebenfalls zimtbraunen Uredosporen sind 25–32 × 20–24 µm groß, eiförmig bis ellipsoid und stachelwarzig. Die beidseitig wachsenden Telien der Art sind schwarzbraun, pulverig und unbedeckt. Die goldenen bis dunkel kastanienbraunen Teliosporen sind zweizellig, in der Regel ellipsoid bis breit ellipsoid und 35–46 × 26–32 µm groß. Ihre Stiele sind fast farblos und bis zu 135 µm lang.

## Verbreitung
Das bekannte Verbreitungsgebiet von Puccinia ximenesiae reicht von Südtexas und -kalifornien bis nach Nordmexiko.

## Ökologie
Die Wirtspflanze von Puccinia ximenesiae ist Verbesina ecelioides. Der Pilz ernährt sich von den im Speichergewebe der Pflanzen vorhandenen Nährstoffen, seine Sporenlager brechen später durch die Blattoberfläche und setzen Sporen frei. Die Art durchläuft einen Entwicklungszyklus mit Spermogonien, Aecien, Telien und Uredien, vollzieht aber keinen Wirtswechsel.

## Taxonomie
Die Art wurde 1902 durch William Henry Long erstbeschrieben.